# Sharjah Stadium
Il Sharjah Stadium ( in arabo استاد الشارقة‎?) è uno impianto sportivo polivalente situato a Sharjah, negli Emirati Arabi Uniti. Lo stadio ha una capacità di 18.000 posti e, attualmente, è utilizzato principalmente per le partite di calcio e ospita gli incontri casalinghi del Sharjah FC. L'impianto ha ospitato sei incontri della Coppa d'Asia 2019, incluso l'ottavo di finale tra Giappone e Arabia Saudita.